# Forma różniczkowa
{\displaystyle k}-forma różniczkowa, albo krótko: {\displaystyle k}-forma – bardzo głębokie uogólnienie różniczki funkcji postaci {\displaystyle f\colon \mathbb {R} ^{n}\to \mathbb {R} .} Formy różniczkowe można zdefiniować na wiele sposobów np. jako kowariantne antysymetryczne pola tensorowe.
Formy różniczkowe można zdefiniować na zbiorach otwartych w {\displaystyle \mathbb {R} ^{n}} i, ogólniej, na rozmaitościach różniczkowych. Na zbiorze otwartym w {\displaystyle \mathbb {R} ^{n}} dowolną {\displaystyle k}-formę można przedstawić jednoznacznie w postaci
{\displaystyle \omega =\sum _{1\leqslant i_{1}<\ldots <i_{k}\leqslant n}f_{i_{1},\dots ,i_{k}}dx^{i_{1}}\wedge \ldots \wedge dx^{i_{k}},}
gdzie {\displaystyle dx^{i}:=d\pi ^{i}} to pochodna rzutowania na {\displaystyle i}-tą współrzędną względem bazy standardowej w {\displaystyle \mathbb {R} ^{n},} tzn. funkcji {\displaystyle \pi ^{i}\colon \mathbb {R} ^{n}\to \mathbb {R} } danej wzorem
{\displaystyle \pi ^{i}(x_{1},\dots ,x_{n}):=x_{i},\quad 1\leqslant i\leqslant n,}
{\displaystyle \wedge } to iloczyn zewnętrzny, a {\displaystyle f_{i_{1},\dots ,i_{k}}} to pewne funkcje rzeczywiste. {\displaystyle k}-formę na rozmaitości {\displaystyle M} można przedstawić w ten sposób lokalnie, tzn. w dziedzinie pewnej mapy {\displaystyle (U,\varphi )} w otoczeniu pewnego (dowolnego, ale ustalonego) punktu {\displaystyle p\in U\subset M.} Wówczas {\displaystyle x^{i}} w powyższym wzorze są współrzędnymi {\displaystyle x^{i}:=\pi ^{i}\circ \varphi \colon U\to \mathbb {R} } wyznaczonymi przez mapę {\displaystyle (U,\varphi ),} a {\displaystyle dx^{i}} oznacza ich odwzorowanie styczne, czyli uogólnienie pochodnej funkcji wektorowej na przypadek funkcji pomiędzy rozmaitościami.
Formy różniczkowe odgrywają fundamentalną rolę we współczesnej fizyce, gdyż są jedynymi polami tensorowymi, które można całkować. Wynika to z ich własności transformacyjnych przy zmianie układu współrzędnych dzięki czemu całka z formy różniczkowej nie zależy od wybranego układu współrzędnych. W szczególności rachunek form różniczkowych jest często wykorzystywany do całkowania pracy, strumieni pola (magnetycznego, grawitacyjnego itp.) przechodzących przez powierzchnię, potencjałów pól itp. Pojęcie formy różniczkowej formalizuje te operacje z matematycznego punktu widzenia.
Formy różniczkowe różnią się od pozostałych pól tensorowych także tym, że można zdefiniować ich różniczkowanie bez potrzeby wprowadzania koneksji na rozmaitości. Jest to tzw. pochodna zewnętrzna formy różniczkowej.

## Formy różniczkowe na zbiorach otwartych w Rn

### Definicja
Niech {\displaystyle U\subset \mathbb {R} ^{n}} będzie zbiorem otwartym. Przestrzenią styczną do {\displaystyle U} w punkcie {\displaystyle x\in U} nazwiemy {\displaystyle T_{x}U:=\mathbb {R} ^{n}.} Oczywiście {\displaystyle T_{x}U} ma strukturę przestrzeni liniowej dla każdego {\displaystyle x\in U.} Niech {\displaystyle \Lambda ^{k}(T_{x}U)} oznacza przestrzeń liniową form antysymetrycznych na {\displaystyle T_{x}U.} Formą różniczkową na {\displaystyle U} nazwiemy funkcję {\displaystyle \omega \colon U\to \bigcup _{x\in U}\Lambda ^{k}(T_{x}U)} taką, że {\displaystyle \omega (x)\in \Lambda ^{k}(T_{x}U)} dla każdego {\displaystyle x\in U}. Zbiór {\displaystyle k}-form różniczkowych na {\displaystyle U} oznaczamy {\displaystyle \Omega ^{k}(U).}

### Struktura modułu
W {\displaystyle \Omega ^{k}(U)} można wprowadzić strukturę przestrzeni liniowej nad {\displaystyle \mathbb {R} ,} definiując działania punktowo
{\displaystyle (\omega +\eta )(x):=\omega (x)+\eta (x),}
{\displaystyle (c\omega )(x):=c\cdot \omega (x)}
dla {\displaystyle \omega ,\ \eta \in \Omega ^{k}(U),\ c\in \mathbb {R} ,} jednakże w praktyce znacznie ważniejsza jest struktura modułu nad {\displaystyle C^{r}(U),} czyli nad pierścieniem funkcji klasy {\displaystyle C^{r}} na {\displaystyle U,} w którym funkcje {\displaystyle f\in C^{r}(U)} zastępują {\displaystyle c} w powyższej definicji, tzn. drugą równość należy zastąpić równością
{\displaystyle (f\cdot \omega )(x):=f(x)\cdot \omega (x).}
Moduł nad pierścieniem tym się różni od przestrzeni liniowej nad ciałem, że ten pierwszy nie musi mieć bazy. Jeżeli ma bazę, to nazywa się go modułem wolnym.

### Iloczyn zewnętrzny form różniczkowych
Z definicji formy różniczkowej wynika, że {\displaystyle \omega (x)} dla {\displaystyle x\in U} jest już {\displaystyle k}-tensorem antysymetryczną na {\displaystyle T_{x}U.} To oznacza, że iloczyn zewnętrzny tensorów antysymetrycznych {\displaystyle \wedge \colon \Lambda ^{k}(T_{x}U)\times \Lambda ^{l}(T_{x}U)\to \Lambda ^{k+l}(T_{x}U)} indukuje odwzorowanie {\displaystyle \wedge \colon \Omega ^{k}(U)\times \Omega ^{l}(U)\to \Omega ^{k+l}(U)} dane wzorem
{\displaystyle (\omega \wedge \eta )(x):=\omega (x)\wedge \eta (x),}
które oznaczamy tym samym symbolem i nazywamy iloczynem zewnętrznym form różniczkowych, albo krótko: iloczynem zewnętrznym.

### Różniczka funkcji
Niech {\displaystyle U\subset \mathbb {R} ^{n}} będzie zbiorem otwartym, a {\displaystyle f\colon U\to \mathbb {R} } – funkcją różniczkowalną. Różniczka funkcji w punkcie {\displaystyle x\in U} to przekształcenie liniowe {\displaystyle df(x)\colon \mathbb {R} ^{n}\to \mathbb {R} ,} czyli {\displaystyle 1}-tensor na {\displaystyle \mathbb {R} ^{n}.} Funkcja różniczkowalna {\displaystyle f} indukuje odwzorowanie {\displaystyle df} z {\displaystyle U} w przestrzeń liniową jednotensorów na {\displaystyle T_{x}U} dane wzorem
{\displaystyle x\mapsto df(x),}
które nazywamy różniczką funkcji. Różniczka funkcji spełnia definicję {\displaystyle 1}-formy różniczkowej na {\displaystyle U.} Możemy ją zapisać
{\displaystyle df=\sum _{i=1}^{n}{\frac {\partial f}{\partial x_{i}}}dx^{i},}
gdzie {\displaystyle dx^{i}:=d\pi ^{i}} oznacza różniczkę rzutowania na {\displaystyle i}-tą współrzędną względem bazy standardowej {\displaystyle \mathbb {R} ^{n}} tzn. funkcji {\displaystyle \pi ^{i}\colon \mathbb {R} ^{n}\to \mathbb {R} } danej wzorem
{\displaystyle \pi ^{i}(x_{1},\dots ,x_{n}):=x_{i}.}

### Postać kanoniczna formy różniczkowej
Niech {\displaystyle \omega \in \Omega ^{k}(U).} Ponieważ dla {\displaystyle \omega (x)} jest {\displaystyle k}-tensorem na {\displaystyle T_{x}U} dla każdego {\displaystyle x\in U} to natychmiast wynika z tego, że {\displaystyle \omega (x)} możemy zapisać w postaci
{\displaystyle \omega (x)=\sum _{1\leqslant i_{1}<\ldots <i_{k}\leqslant n}a_{i_{1},\dots ,i_{k}}e^{i_{1}}\wedge \ldots \wedge e^{i_{k}},}
gdzie {\displaystyle a_{i_{1},\dots ,i_{k}}} są pewnymi skalarami, a {\displaystyle (e^{i})} oznacza bazę dualną do bazy {\displaystyle (e_{i})} w {\displaystyle T_{x}U} tzn. zdefiniowaną wzorami
{\displaystyle e^{i}(v)=e^{i}\left(\sum _{j=1}v_{j}e_{j}\right):=v_{j},\quad i=1,\dots ,n.}
Okazuje się, że różniczki {\displaystyle dx^{i}:=d\pi ^{i},} wzięte w dowolnym punkcie {\displaystyle a\in U} są bazą dualną do bazy standardowej {\displaystyle \mathbb {R} ^{n}=T_{x}U} ponieważ
{\displaystyle dx^{i}(a)(v_{1},v_{2},\dots ,v_{n})=v_{i}}
dla dowolnego {\displaystyle a\in U} i {\displaystyle (v_{1},\dots ,v_{n})\in \mathbb {R} ^{n}.} To oznacza, że dowolną {\displaystyle k}-formę {\displaystyle \omega \in \Omega ^{k}(U)} możemy jednoznacznie przedstawić w postaci
{\displaystyle \omega =\sum _{1\leqslant i_{1}<\ldots <i_{k}\leqslant n}f_{i_{1},\dots ,i_{k}}dx^{i_{1}}\wedge \ldots \wedge dx^{i_{k}},}
gdzie {\displaystyle f_{i_{1},\dots ,i_{k}}} są pewnymi funkcjami rzeczywistymi. Tę postać formy różniczkowej nazywamy postacią kanoniczną. Formę {\displaystyle \omega } z definicji nazywamy ciągłą, klasy {\displaystyle C^{r}} lub klasy {\displaystyle C^{\infty }} gdy funkcje {\displaystyle f_{i_{1},\dots ,i_{k}}} są odpowiednio ciągłe, klasy {\displaystyle C^{r}} lub klasy {\displaystyle C^{\infty }.}

### Cofnięcie formy różniczkowej
Bardzo ważną operacją na formach różniczkowych jest tzw. cofnięcie formy. Niech {\displaystyle U\subset \mathbb {R} ^{n},} {\displaystyle V\subset \mathbb {R} ^{m}} będą zbiorami otwartymi. Funkcja różniczkowalna {\displaystyle f\colon U\to V} indukuje odwzorowanie {\displaystyle f^{*}\colon \Omega ^{k}(V)\to \Omega ^{k}(U)} dane wzorem
{\displaystyle f^{*}\omega (x)(w_{1},\dots ,w_{k}):=\omega (f(x))(df(x)(w_{1}),\dots ,df(x)(w_{k})),}
dla {\displaystyle \omega \in \Omega ^{k}(V)} i {\displaystyle w_{1},\dots ,w_{k}\in T_{x}U,\ k\geqslant 1.} Jeżeli {\displaystyle \omega } jest {\displaystyle 0}-formą, czyli zwykłą funkcją to definiujemy
{\displaystyle f^{*}\omega :=\omega \circ f.}
Odwzorowanie to nazywamy cofnięciem formy przez {\displaystyle f}. {\displaystyle f^{*}\omega } jest już {\displaystyle k}-formą na {\displaystyle U.} Cofnięcie formy różniczkowej jest odpowiednikiem cofania tensorów.

## Formy różniczkowe na rozmaitościach w Rn

### Definicja
Niech {\displaystyle M\subset \mathbb {R} ^{n}} będzie {\displaystyle m}-wymiarową rozmaitością różniczkową (zanurzoną w {\displaystyle \mathbb {R} ^{n}}). Wybierzmy mapę {\displaystyle (U,\varphi )} w otoczeniu punktu {\displaystyle p\in U\subset M} z parametryzacją {\displaystyle \varphi ^{-1}\colon \varphi (U)\to \mathbb {R} ^{n}.} Przestrzenią styczną {\displaystyle T_{p}M} do {\displaystyle M} w punkcie {\displaystyle p} nazywamy obraz {\displaystyle \mathbb {R} ^{m}} przez pochodną parametryzacji {\displaystyle T_{p}M:=d\varphi ^{-1}(a)(\mathbb {R} ^{m}),} gdzie {\displaystyle \varphi ^{-1}(a)=p.} {\displaystyle k}-formą różniczkową na {\displaystyle M} nazwiemy funkcję {\displaystyle \omega \colon M\to \bigcup _{p\in M}\Lambda ^{k}(T_{p}M)} taką, że {\displaystyle \omega (p)\in \Lambda ^{k}(T_{p}M)} dla każdego {\displaystyle p\in M}. Zbiór {\displaystyle k}-form różniczkowych na {\displaystyle M} oznaczamy {\displaystyle \Omega ^{k}(M).}

### Struktura modułu
W zbiorze form różniczkowych na rozmaitości {\displaystyle M} wprowadza się strukturę modułu dokładnie w ten sam sposób w jaki się ją wprowadza w zbiorze form różniczkowych na zbiorze otwartym:
{\displaystyle (\omega +\eta )(p):=\omega (p)+\eta (p),}
{\displaystyle (f\cdot \omega )(p):=f(p)\cdot \omega (p)}
dla {\displaystyle \omega ,\eta \in \Omega ^{k}(M)} i funkcji {\displaystyle f\colon M\to \mathbb {R} .}

### Odwzorowanie styczne
Niech {\displaystyle M_{1}\subset \mathbb {R} ^{n_{1}},\ M_{2}\subset \mathbb {R} ^{n_{2}}} będą rozmaitościami różniczkowymi. Rozpatrzmy funkcję {\displaystyle f\colon M_{1}\to M_{2}.} Aby móc zapisać formę różniczkową na rozmaitości w postaci kanonicznej trzeba zdefiniować pochodną takiej funkcji. Gdyby {\displaystyle M_{1},\ M_{2}} były zwykłymi, dowolnymi zbiorami, to niemożliwe byłoby różniczkowanie {\displaystyle f} nawet pomimo że {\displaystyle M_{1},\ M_{2}} to podzbiory {\displaystyle \mathbb {R} ^{n},} ponieważ pochodna jest zawsze zdefiniowana dla funkcji zdefiniowanej na zbiorze otwartym. Jednakże, ponieważ {\displaystyle M_{1},\ M_{2}} są rozmaitościami różniczkowymi i mają dodatkową strukturę, to można uogólnić pojęcie pochodnej funkcji {\displaystyle f\colon \mathbb {R} ^{n}\to \mathbb {R} ^{m}} na przypadek funkcji pomiędzy rozmaitościami.

#### Definicja
Niech {\displaystyle M_{1}\subset \mathbb {R} ^{n_{1}},\ M_{2}\subset \mathbb {R} ^{n_{2}}} będą {\displaystyle k_{1}} i {\displaystyle k_{2}}-wymiarowymi rozmaitościami różniczkowymi, a {\displaystyle (U_{1},\varphi _{1}),\ (U_{2},\varphi _{2})} – mapami na nich. Powiemy, że funkcja {\displaystyle f\colon M_{1}\to M_{2}} jest różniczkowalna klasy {\displaystyle C^{r}} jeżeli {\displaystyle \varphi _{2}\circ f\circ \varphi _{1}^{-1}\colon \varphi _{1}(U_{1})\to \mathbb {R} ^{k_{2}}} jest różniczkowalne klasy {\displaystyle C^{r}.} Odwzorowaniem stycznym funkcji {\displaystyle f} w punkcie {\displaystyle p} nazywamy odwzorowanie {\displaystyle T_{p}f\colon T_{p}M_{1}\to T_{f(p)}M_{2}} dane wzorem
{\displaystyle T_{p}f(v):=d\varphi _{2}^{-1}(\varphi _{2}(f(p)))\circ d(\varphi _{2}\circ f\circ \varphi _{1}^{-1})(\varphi _{1}(p))(w),}
gdzie {\displaystyle w\in \mathbb {R} ^{k_{1}}} jest takim wektorem, że
{\displaystyle d\varphi _{1}^{-1}(\varphi _{1}(p))(w)=v.}

### Przedstawienie we współrzędnych lokalnych
{\displaystyle k}-formę na {\displaystyle n}-wymiarowej rozmaitości różniczkowej {\displaystyle M} można lokalnie, tzn. w dziedzinie mapy {\displaystyle (U,\varphi )} przedstawić we współrzędnych {\displaystyle x^{i}:=\pi ^{i}\circ \varphi .} wyznaczonych przez tę mapę w postaci
{\displaystyle \omega =\sum _{1\leqslant i_{1}<\ldots <i_{k}\leqslant n}f_{i_{1},\dots ,i_{k}}dx^{i_{1}}\wedge \ldots \wedge dx^{i_{k}}.}
Ściślej rzecz biorąc po lewej stronie równości powinna stać forma różniczkowa obcięta do {\displaystyle U,} tj. {\displaystyle \omega |_{U},} ponieważ po prawej stronie równości stoją formy różniczkowe zdefiniowane na {\displaystyle U.}

## Różniczkowanie form różniczkowych

### Pochodna zewnętrzna form na zbiorze otwartym
Rozpatrzmy {\displaystyle k}-formy na zbiorze otwartym {\displaystyle U.} Pochodną zewnętrzną nazywamy odwzorowanie {\displaystyle d\colon \Omega ^{k}(U)\to \Omega ^{k+1}(U)} zdefiniowane w następujący sposób:
(1) Jeżeli {\displaystyle \omega =f} jest {\displaystyle 0}-formą to jej pochodną zewnętrzną nazwiemy jej różniczkę {\displaystyle df.}
(2) Dla formy różniczkowej w postaci kanonicznej {\displaystyle \omega =\sum _{i\leqslant i_{1}<\ldots <i_{k}\leqslant n}f_{i_{1},\dots ,i_{k}}dx^{i_{1}}\wedge \ldots \wedge dx^{i_{k}}} dla {\displaystyle k\geqslant 1} definiujemy
{\displaystyle d\omega :=\sum _{1\leqslant i_{1}<\ldots <i_{k}\leqslant n}df_{i_{1},\dots ,i_{k}}\wedge dx^{i_{1}}\wedge \ldots \wedge dx^{i_{k}}.}
Pochodną zewnętrzną nazywa się także różniczką zewnętrzną. Pochodna zewnętrzna jest innym niż forma różniczkowa dalekim uogólnieniem różniczki funkcji.

### Pochodna zewnętrzna form na rozmaitości
Rozpatrzmy formy różniczkowe zdefiniowane w dziedzinie {\displaystyle U\subset M} pewnej mapy {\displaystyle (U,\varphi )} na rozmaitości różniczkowej {\displaystyle M.} Dla {\displaystyle k}-form zdefiniowanych na {\displaystyle U} definiujemy odwzorowanie {\displaystyle d_{U}\colon \Omega ^{k}(U)\to \Omega ^{k+1}(U)} w następujący sposób:
(1) Jeżeli {\displaystyle \omega =f} jest {\displaystyle 0}-formą, to jako {\displaystyle d_{U}\omega } definiujemy różniczkę funkcji {\displaystyle df.}
(2) Dla {\displaystyle \omega \in \Omega ^{k}(U),k\geqslant 1,} która ma we współrzędnych lokalnych {\displaystyle x^{i}:=\pi ^{i}\circ \varphi } przedstawienie {\displaystyle \omega =\sum _{1\leqslant i_{1}<\ldots <i_{k}\leqslant n}f_{i_{1},\dots ,i_{k}}dx^{i_{1}}\wedge \ldots \wedge dx^{i_{k}}} odwzorowanie {\displaystyle d_{U}} definiujemy wzorem
{\displaystyle d_{U}\omega :=\sum _{1\leqslant i_{1}<\ldots <i_{k}\leqslant n}df_{i_{1},\dots ,i_{k}}\wedge dx^{i_{1}}\wedge \ldots \wedge dx^{i_{k}}.}
W dalszym ciągu rozpatrzmy formy różniczkowe zdefiniowane na rozmaitości różniczkowej {\displaystyle M.} Pochodną zewnętrzną {\displaystyle d\colon \Omega ^{k}(M)\to \Omega ^{k+1}(M)} definiujemy wzorem
{\displaystyle d\omega (p):=d_{U}\omega (p),}
gdzie {\displaystyle U\subset M} jest dziedziną mapy {\displaystyle (U,\varphi )} w otoczeniu punktu {\displaystyle p\in M.}

### Formy dokładne i zamknięte
Formę różniczkową {\displaystyle \omega } którą można przedstawić w postaci {\displaystyle \omega =d\eta } dla pewnej formy różniczkowej {\displaystyle \eta } nazywa się dokładną lub zupełną. Formę różniczkową {\displaystyle \omega ,} której pochodna zewnętrzna znika, tzn. {\displaystyle d\omega =0} nazywa się zamkniętą. Licząc {\displaystyle d(d\omega )} dla dowolnej formy różniczkowej {\displaystyle \omega } dostaje się
{\displaystyle d(d\omega )=0,}
o ile forma różniczkowa jest klasy co najmniej {\displaystyle C^{2}.} Wynika to z twierdzenia Schwarza. Wynika stąd, że każda forma dokładna jest zamknięta. Odwrotna implikacja nie jest prawdziwa, jednakże jak wynika z lematu Poincarego formy zamknięte są dokładne na zbiorach otwartych i gwiaździstych.

## Całkowanie form różniczkowych

### Konstrukcja całki
Całkę z formy różniczkowej po rozmaitości definiuje się w następujących krokach.
(1) Niech {\displaystyle \omega =fdx^{1}\wedge \ldots \wedge dx^{n}} będzie formą różniczkową na zbiorze otartym w {\displaystyle U} w {\displaystyle \mathbb {R} ^{n}.} Jej całkę po {\displaystyle U} definiujemy jako całkę Lebesgue’a z {\displaystyle f} po {\displaystyle U{:}}
{\displaystyle \int _{U}\omega =\int _{U}fdx^{1}\wedge \ldots \wedge dx^{n}:=\int _{U}fd\mu .}
(2) Jeżeli {\displaystyle \omega \in \Omega ^{k}(U)} jest formą różniczkową o nośniku zwartym i zawartym w dziedzinie pewnej mapy {\displaystyle (U,\varphi )} to definiujemy
{\displaystyle \int _{U}\omega :=\int _{\varphi (U)}(\varphi ^{-1})^{*}\omega ,}
gdzie {\displaystyle (\varphi ^{-1})^{*}\omega } oznacza {\displaystyle \omega } cofniętą przez parametryzację {\displaystyle \varphi ^{-1}.} {\displaystyle (\varphi ^{-1})^{*}\omega } jest już formą różniczkową na zbiorze otwartym w {\displaystyle \mathbb {R} ^{n}.}
(3) Niech {\displaystyle \omega \in \Omega ^{k}(M)} będzie formą różniczkową o zwartym nośniku na zwartej zorientowanej rozmaitości różniczkowej {\displaystyle M.} Z charakteryzacji zbiorów zwartych w przestrzeniach metrycznych możemy znaleźć atlas skończony {\displaystyle \{(U_{i},\varphi _{i})\}_{i=1}^{k}} zgodny z orientacją {\displaystyle M.} Z twierdzenia o gładkim rozkładzie jedynki znajdujemy rodzinę funkcji {\displaystyle \lambda _{i},i=1,\dots ,k} takich, że {\displaystyle \lambda _{i}} ma nośnik zwarty i zawarty w {\displaystyle U_{i}} oraz
{\displaystyle 0\leqslant \lambda _{i}(p)\leqslant 1,\quad i\quad \sum _{i=1}^{k}\lambda _{i}(p)=1}
dla każdego {\displaystyle p\in M.} Definiujemy
{\displaystyle \omega _{i}:=\lambda _{i}\omega .}
{\displaystyle \omega _{i}} ma już nośnik zwarty i zawarty w {\displaystyle U_{i}.} Ponadto
{\displaystyle \sum _{i=1}^{k}\omega _{i}=\omega .}
Całkę {\displaystyle \omega } po {\displaystyle M} definiujemy
{\displaystyle \int _{M}\omega :=\sum _{i=1}^{k}\int _{U_{i}}\omega _{i}.}

### Ogólne twierdzenie Stokesa
Niech {\displaystyle M} będzie {\displaystyle n}-wymiarową zwartą zorientowaną rozmaitością różniczkową z brzegiem w {\displaystyle \mathbb {R} ^{m}.} Jeżeli {\displaystyle \omega } jest {\displaystyle (n-1)}-formą na {\displaystyle M} to zachodzi
{\displaystyle \int _{M}d\omega =\int _{\partial M}\omega ,}
gdzie {\displaystyle \partial M} oznacza brzeg rozmaitości {\displaystyle M.}
Ogólne twierdzenie Stokesa zawiera w sobie twierdzenie Greena, twierdzenie Ostrogradskiego-Gaussa, klasyczne twierdzenie Stokesa i jeszcze nieskończenie wiele tego typu innych twierdzeń jako przypadki szczególne.

## Formy różniczkowe na abstrakcyjnych rozmaitościach
Rozmaitości różniczkowe (zanurzone) w {\displaystyle \mathbb {R} ^{n}} są wystarczające na potrzeby wielu działów matematyki: analizy matematycznej, teorii optymalizacji, różniczkowych równań cząstkowych, nie są jednak wystarczające na potrzeby nowoczesnej fizyki. W fizyce rozmaitość różniczkowa modeluje czasoprzestrzeń jednakże użycie rozmaitości różniczkowych (zanurzonych) w {\displaystyle \mathbb {R} ^{n}} dla {\displaystyle n>4} rodziłoby wiele pytań:
(a) Dlaczego nie obserwujemy dodatkowych wymiarów?
(b) Jak wykryć dodatkowe wymiary?
(c) Ile wynosi {\displaystyle n}?
Itd. Z tego powodu rozmaitości różniczkowe (zanurzone) w {\displaystyle \mathbb {R} ^{n}} trzeba uogólnić na potrzeby fizyki. Robi się to „wymazując” odwołanie do {\displaystyle \mathbb {R} ^{n}} w definicji rozmaitości różniczkowej. Rozmaitość różniczkową definiuje się jako po prostu przestrzeń Hausdorffa (niekoniecznie podzbiór {\displaystyle \mathbb {R} ^{n}}) wraz ze zbiorem map na rozmaitości, czyli atlasem.
Takie ogólne rozmaitości mogą mieć znacznie bardziej skomplikowaną naturę. Poprzednie definicje przestrzeni stycznej i pochodnej funkcji {\displaystyle f\colon M_{1}\to M_{2}} tracą sens. Teraz przestrzeń styczną {\displaystyle T_{p}M} w punkcie {\displaystyle p\in M} definiuje się jako zbiór krzywych przechodzących przez punkt {\displaystyle p} tzn. funkcji postaci {\displaystyle \gamma \colon (-\epsilon ,\epsilon )\to M} takich, że {\displaystyle \gamma (0)=p,} przy czym utożsamia się ze sobą krzywe, które po przeniesieniu do {\displaystyle \mathbb {R} ^{n}} za pomocą układu współrzędnych {\displaystyle \varphi } mają równy wektor styczny w zerze, tzn. dla których
{\displaystyle \left.{\frac {d}{dt}}(\varphi \circ \gamma _{1})\right|_{t=0}=\left.{\frac {d}{dt}}(\varphi \circ \gamma _{2})\right|_{t=0}.}.
Mówiąc ściślej wektory styczne definiuje się jako klasy abstrakcji względem relacji równoważności {\displaystyle \sim } zdefiniowanej powyższą równością. Ta relacja równoważności nie zależy od wyboru układu współrzędnych {\displaystyle \varphi .}
Funkcja {\displaystyle \Theta _{\varphi }\colon T_{p}M\to \mathbb {R} ^{n}} dana wzorem
{\displaystyle \Theta _{\varphi }([\gamma ]_{\sim }):=\left.{\frac {d}{dt}}(\varphi \circ \gamma )\right|_{t=0}}
jest bijekcją i pozwala przenieść strukturę przestrzeni liniowej z {\displaystyle \mathbb {R} ^{n}} do {\displaystyle T_{p}M} tzn. dodawanie i mnożenie przez skalar wektorów stycznych definiuje się
{\displaystyle [\gamma _{1}]_{\sim }+[\gamma _{2}]_{\sim }:=\Theta _{\varphi }^{-1}(\Theta _{\varphi }([\gamma _{1}]_{\sim })+\Theta _{\varphi }([\gamma _{2}]_{\sim })),}
{\displaystyle \alpha \cdot [\gamma ]_{\sim }:=\Theta _{\varphi }^{-1}(\alpha \cdot \Theta _{\varphi }([\gamma ]_{\sim })).}
Za pomocą {\displaystyle \Theta _{\varphi }} można także zdefiniować pochodną funkcji postaci {\displaystyle f\colon M_{1}\to M_{2}} tzn. funkcji pomiędzy rozmaitościami.
Mając przestrzeń styczną {\displaystyle T_{p}M} można zdefiniować formę różniczkową na rozmaitości. Mając odwzorowanie styczne {\displaystyle T_{p}f\colon T_{p}M_{1}\to T_{f(p)}M_{2}} można ją lokalnie wyrazić we współrzędnych {\displaystyle x^{i}:=\pi ^{i}\circ \varphi } indukowanych przez mapę {\displaystyle (U,\varphi ).} Idea, konstrukcje i rozumowanie w przypadku form różniczkowych na ogólnych rozmaitościach pozostają takie same.